# Pteroplax
Pteroplax ist ein ausgestorbenes, amphibisch lebendes Landwirbeltier, das nach Robert Lynn Carroll den Eogyrinidae, einer Familie der Reptiliomorpha, angehörte. Es wurde zum ersten Mal 1868 von Albany Hancock und Thomas Atthey erwähnt. Die einzige beschriebene Art ist Pteroplax cornutus. Fossilien, darunter teilweise erhaltene Schädel, Wirbel und Rippen wurden in Steinkohle führenden Schichten in der Nähe von Blyth in Northumberland (Großbritannien) gefunden. 

## Merkmale
Die Länge von Pteroplax wird auf zwei Meter geschätzt, der Schädel war zwanzig Zentimeter lang. Die Beine waren stummelhaft und eigneten sich nicht zum Laufen. Die Augen saßen sehr weit oben am Schädel. Der Schwanz war länger als der Körper und diente vermutlich der Steuerung im Wasser.